# یژی کریشاک
یژی کریشاک (انگلیسی: Jerzy Kryszak؛ زادهٔ ۲۴ آوریل ۱۹۵۰) بازیگر اهل لهستان است.
از فیلم‌ها یا برنامه‌های تلویزیونی که وی در آن نقش داشته‌است، می‌توان به ماری کوری، ناپلئون، خیابان فرعی ۴، کارآگاهان جنایی و بازیگران شهرستانی اشاره کرد.